# 연속살인
연속 살인범(連續殺人犯, spree killer)은 짧은 시간에, 여러 장소에서 두 명 이상의 피해자를 살해하는 범죄자를 말한다. 미국 법무부 산하 사법통계국(BJS)은 연속 살인을 “2개소 이상의 장소에서 벌어지는, 살인 사이의 시간적 간격이 거의 없는 형태의 살인”으로 정의한다. 연방수사국(FBI)에 따르면, 연속 살인의 일반적 정의는 “동일한 범인 또는 범인들에 의해 냉각기 없이 저질러지는 2건 이상의 살인”이다. 냉각기의 부재가 바로 연속 살인범과 연쇄 살인범의 차이점이다. 하지만 ‘냉각기’(cooling-off period) 개념의 정의상 문제 때문에, 이 분류는 법적 형집행에는 거의 의미가 없다.

## 같이 보기
- 연쇄살인
- 연쇄 살인범